# 8 (álbum de Luis Fonsi)
| Críticas profissionais | Críticas profissionais |
| Avaliações da crítica  | Avaliações da crítica  |
| Fonte                  | Avaliação              |
| ---------------------- | ---------------------- |
| Allmusic               | 3.5 de 5 estrelas.     |

8 é o oitavo álbum de estúdio do cantor porto-riquenho Luis Fonsi, lançado em 19 de Maio de 2014 pela gravadora Universal Music Latino. Destaque para as canções "Llegaste Tú", em que Fonsi canta em parceira com Juan Luis Guerra e foi dedicado à sua filha Mikaela, e "Aprendí" em que compôs junto com Érika Ender, que mais tarde seria responsável por escrever um dos maiores sucessos do cantor, "Despacito" (2017).

## Faixas
| 8 — Edição standard |                                        |                                        |         |  |
| N.º                 | Título                                 | Compositor(es)                         | Duração |  |
| 1.                  | "Anónimos"                             | Cláudia Brant Luis Fonsi Martín Terefe | 4:16    |  |
| 2.                  | "No Te Pertenece"                      | Brant Fonsi Noel Shajris               | 5:03    |  |
| 3.                  | "Corazón el la Maleta"                 | Brant Fonsi                            | 3:41    |  |
| 4.                  | "Qué Quieres de Mí"                    | Brant Fonsi Shajris                    | 4:34    |  |
| 5.                  | "Somos Uno"                            | Brant Fonsi                            | 3:43    |  |
| 6.                  | "Regálame un Minuto Más"               | Fonsi Horacio Palencia                 | 3:42    |  |
| 7.                  | "Cansada"                              | Brant Fonsi                            | 4:20    |  |
| 8.                  | "Llegaste Tú (feat. Juan Luis Guerra)" | Brant Fonsi                            | 3:41    |  |
| 9.                  | "Aprendí"                              | Érika Ender Fonsi                      | 4:22    |  |
| 10.                 | "Cuándo me Dejes de Amar"              | Brant Fonsi Terefe                     | 4:16    |  |
| 11.                 | "Corazón Multicolor"                   | Fonsi Mónica Vélez                     | 4:03    |  |
| Duração total:      | Duração total:                         | Duração total:                         | 45:41   |  |

| 8 — Edição deluxe (CD) |                                        |                                                             |         |  |
| N.º                    | Título                                 | Compositor(es)                                              | Duração |  |
| 1.                     | "Anónimos"                             | Brant Fonsi Terefe                                          | 4:16    |  |
| 2.                     | "No Te Pertenece"                      | Brant Fonsi Shajris                                         | 5:03    |  |
| 3.                     | "Corazón el la Maleta"                 | Brant Fonsi                                                 | 3:41    |  |
| 4.                     | "Qué Quieres de Mí"                    | Brant Fonsi Shajris                                         | 4:34    |  |
| 5.                     | "Somos Uno"                            | Brant Fonsi                                                 | 3:43    |  |
| 6.                     | "Regálame un Minuto Más"               | Fonsi Palencia                                              | 3:42    |  |
| 7.                     | "Cansada"                              | Brant Fonsi                                                 | 4:20    |  |
| 8.                     | "Llegaste Tú (feat. Juan Luis Guerra)" | Brant Fonsi                                                 | 3:41    |  |
| 9.                     | "Aprendí"                              | Ender Fonsi                                                 | 4:22    |  |
| 10.                    | "Cuándo me Dejes de Amar"              | Brant Fonsi Terefe                                          | 4:16    |  |
| 11.                    | "El Tren"                              | Brant Fonsi Terefe                                          | 3:30    |  |
| 12.                    | "Un Presentimiento"                    | Fonsi David Santiesteban                                    | 3:58    |  |
| 13.                    | "Tentación"                            | Fonsi Ender                                                 | 3:11    |  |
| 14.                    | "Sólo Quiero Darte Amor"               | Brant Fonsi Terefe                                          | 4:07    |  |
| 15.                    | "Amor Prohibido"                       | Diego Calviño Luis Pablo López Sebastian Bazán Karen Oliver | 4:03    |  |
| 16.                    | "Corazón Multicolor"                   | Fonsi Vélez                                                 | 4:03    |  |
| Duração total:         | Duração total:                         | Duração total:                                              | 67:53   |  |

| 8 — Edição deluxe (DVD) |                                            |         |  |
| N.º                     | Título                                     | Duração |  |
| 1.                      | "8 Studio Sessions (Documentary)"          | 3:59    |  |
| 2.                      | "Corazón en la Maleta (Music Video)"       | 3:59    |  |
| 3.                      | "Corazón el la Maleta (Behind the Scenes)" | 2:56    |  |
| Duração total:          | Duração total:                             | 10:14   |  |

## Charts
| Chart (2014)               | Posição |
| -------------------------- | ------- |
| Billboard 200              | 60      |
| Billboard Top Latin Albums | 2       |
| Billboard Latin Pop Albums | 2       |
| Espanha (PROMUSICAE)       | 4       |